# エッツ
Eths（エッツ、様式化はeths）は、フランス・マルセイユ出身のヘヴィメタルバンド。

## 来歴
1996年にステフがグレッグと共にWhat's the Fuckを結成。翌年、キャンディスが加入しバンド名をMelting Pointと改める。1999年にShockwaveを脱退したギヨームが加入し、半年後にロズウェルも加入し、メンバーが揃う。初めは綴りが「Hets」だったが、英語の"heterosexual"（異性愛）を連想させるため現在の綴りに変更した。
その後、母国フランスをはじめ、スイス、ベルギー、ポルトガル、ブラジルなど世界各地を回る。数枚のマキシシングルをリリースした後、2004年に初のフルアルバム「Soma」をリリース。
Ethsはヘヴィなギターとドラミングを特徴とし、歌詞はキャンディスの悲痛な幼少期から着想を得ているという。Coriaceというレーベルのもとで出版およびツアー活動を行い、フランス国内で大きく知名度をあげた。
2006年、ギヨームとロズウェルが「価値観の違い」を理由として脱退したことを自身のウェブサイト上で発表。同時にメンバー同士の関係は良好であることや、フレッド・ノルゲの元で2ndアルバム「Tératologie」を制作中であることも明かした。このアルバムは2007年にフランスで、続いて翌年2008年には全世界でリリースされた。
Ethsはその後、2009年にグラスポップ・メタル・ミーティング（ベルギー）や、ヴァッケン・オープン・エア（ドイツ）といった大規模フェスに出演を果たしている。
2010年に3rd「III」を制作中であることを公表し、のち2012年にリリースされた。アルバムのリリース前後には前ドラマーのギヨームも復帰している。
同2012年秋、ボーカリストのキャンディスが家庭での生活に専念することや、その他個人的な事情のため、バンドを脱退。ツアー中の代理として、Kellsのヴィルジニー・ゴンサルヴやネリー・ウォーが参加している。
2013年春、バンドは新ボーカリストのラシェル・アスプの加入と、ギタリストのグレッグが怪我や私的な事情により脱退することを伝えた。
2015年春、ドラマーのギヨームが脱退し、新任としてR.U.Lが加入し、彼を加えて4th「Ankaa」の制作に着手。
2016年11月、Ethsは自身のFacebook上で解散を宣言した。その中で、メンバーそれぞれの音楽的嗜好の違いや、バンドとして活動することへの倦怠感との葛藤があったことを語り、これ以上活動を継続するモチベーションが保てなくなったことを理由として明かしている。同時に、バンドを支え続けてきた関係者各位やファン達に大きな賛辞と感謝の意を綴った。そして最後にもう一つサプライズがあることをほのめかし、同年12月にオリジナルメンバーによるラストライブを敢行することを明らかにした。
2017年4月、「The Ultimate Show」と称したラストライブはパリのル・トリアノンにて二度にわたって行われ、最後は「Ailleurs c'est ici」という曲で締められた。

## メンバー
| - ステファヌ・"ステフ"・ビール Stéphane "Staif" Bihl — ギター, サンプリング, コーラス (1999–2016, 2017) - グレゴリー・"グレッグ"・ルーヴィエール Grégory "Greg" Rouvière — ギター (1999–2013, 2017) - ギヨーム・"ヨーム"・デュプレ Guillaume "Yom" Dupré — ドラム (1999–2006, 2011–2015, 2017) - キャンディス・クロー Candice Clot — リードボーカル (1999–2012, 2017) - マルク・"ロズウェル"・ビュルゴフェ Marc "Roswell" Burghoffer — ベース (1999–2006, 2017) - ダミアン・リヴォアル Damien Rivoal — ベース (2011–2016) - ラシェル・アスプ Rachel Aspe — リードボーカル (2013–2016) | - ジョフレイ・"ショブ"・ノー Geoffrey "Shob" Neau — ベース (2007–2011) - マチュー・"マット"・ルシュヴァリエ Matthieu "Matt" LeChevalier — ドラム (2007−2008) - モルガン・ベルテ Morgan Berthet — ドラム (2008–2011) - ヴィルジニー・ゴンサルヴ Virginie Goncalves — クリーンボーカル (2012–2013) - ネリー・ウォー Nelly Wood — アンクリーンボーカル (2012–2013) - R.U.L — ドラム (2015–2016) - ダーク・ヴェルビューレン Dirk Verbeuren (Soilwork) — ドラム (Ankaa) - ピエール・ベルヴィル Pierre Belleville (Lofofora) — ドラム (Tératologie) - ダニエル・"ダン"・バリン Daniel "Dan" Ballin (Tripod) — ベース (Tératologie) - ファブリス・"ドーナ"・フェレ Fabrice "Donat" Ferrer (Fis(ch)er) — ベース (Tératologie) |

## ディスコグラフィー
スタジオ・アルバム
| 年   | タイトル        | レーベル                             |
| ---- | --------------- | ------------------------------------ |
| 2004 | 『Soma』        | Sriracha Records, Coriace Management |
| 2007 | 『Tératologie』 | Coriace Management                   |
| 2012 | 『III』         | Seasons of Mist                      |
| 2016 | 『Ankaa』       | Seasons of Mist                      |

シングル
| 年   | タイトル   | レーベル        |
| ---- | ---------- | --------------- |
| 2012 | 『Adonaï』 | Seasons of Mist |

iTunes出版
| 年   | タイトル       | レーベル |
| ---- | -------------- | -------- |
| 2012 | 「Cerebellum」 | -        |

EP・デモ
Melting Point名義
| 年   | タイトル          | レーベル |
| ---- | ----------------- | -------- |
| 1998 | 『Melting Point』 | -        |

Eths名義
| 年   | タイトル              | レーベル           |
| ---- | --------------------- | ------------------ |
| 1999 | 『Eths』              | -                  |
| 2000 | 『Autopsie            | Musicast           |
| 2002 | 『Samantha』          | Coriace Management |
| 2014 | 『Ex Umbra In Solem』 | Seasons of Mist    |

コンピレーション・アルバム
| 年   | タイトル               | レーベル         |
| ---- | ---------------------- | ---------------- |
| 2004 | 『Autopsie｜Samantha』 | Sriracha Records |

リイシュー
| 年   | タイトル               | レーベル           |
| ---- | ---------------------- | ------------------ |
| 2003 | 『Autopsie』           | Coriace Management |
| 2012 | 『Soma』               | Seasons of Mist    |
| 2012 | 『Autopsie｜Samantha』 | Coriace Management |

ベスト盤
| 年   | タイトル             | レーベル |
| ---- | -------------------- | -------- |
| 2017 | 『The Best of Eths』 | -        |